# Vernantois
Vernantois ist eine französische Gemeinde im Département Jura in der Region Bourgogne-Franche-Comté. Sie gehört zum Arrondissement Lons-le-Saunier und zum Kanton Lons-le-Saunier-2 und ist Mitglied des Gemeindeverbandes Val de Sorne, dessen Name sich auf das hier entspringende Flüsschen Sorne bezieht. 
Sie grenzt im Norden an Montaigu, im Osten an Revigny und Saint-Maur, im Südosten an Alièze, im Südwesten an Courbette sowie im Westen an Moiron und Bornay.

## Bevölkerungsentwicklung
| Jahr                       | 1962 | 1968 | 1975 | 1982 | 1990 | 1999 | 2008 | 2017 |
| -------------------------- | ---- | ---- | ---- | ---- | ---- | ---- | ---- | ---- |
| Einwohner                  | 303  | 264  | 256  | 274  | 273  | 273  | 318  | 328  |
| Quellen: Cassini und INSEE |      |      |      |      |      |      |      |      |

## Wirtschaft
Rebflächen in Vernantois sind Teil des Weinbaugebietes Côtes du Jura.